# Phare d'Azurara
Le phare d'Azurara est un phare situé dans la freguesia d' Azurara faisant partie de la ville de Vila do Conde, dans le district de Porto (Région Nord du Portugal).
Il est géré par l'autorité maritime nationale du Portugal à Oeiras (Grand Lisbonne) .

## Histoire
Le phare d'Azurara est le phare arrière d'alignement pour l'entrée de l'embouchure de la rivière Ave, avec le phare d'Árvore vers le port de Vila do Conde.
La petite lanterne se trouve perchée sur une construction triangulaire de 6 m de haut, avec des rayures rouges et blanches, et émet une lumière verte durant deux secondes
sur un cycle de quatre secondes. Cette construction est très ancienne et, malgré sans valeur architecturale, reste avec celle d'Árvore une curiosité remarquable et unique sur la côte portugaise.
Identifiant : ARLHS : POR086 ; PT-056.1 - Amirauté : D2023.1 - NGA : 3200.

### Lien connexe
- Liste des phares du Portugal